# Disney Channel Muppet Show
Le Disney Channel Muppet Show (Studio DC: Almost Live) est une émission de télévision américaine diffusée sur la chaine Disney Channel en octobre 2008. En France, l'émission est diffusée dès le 21 décembre 2009 sur Disney Channel France.

## Synopsis
Les Muppets reçoivent aux studios de la chaine Disney Channel, dans les décors de l'hôtel Tipton, les plus grandes stars de ce canal et font plusieurs sketchs et entrevues. 

## Invités
Plusieurs stars de Disney Channel ayant joué dans une série ou un film, étaient invitées à l'émission. 

### Show 1
- Cole Sprouse
- Dylan Sprouse

### Show 2
- Miley Cyrus
- Selena Gomez

### Show 3
- Cheetah Girls
- Demi Lovato

### Show 4
- Jonas Brothers
- Jason Earles

### Show 5
- David Henrie
- Jake T. Austin

### Show 6
- Brenda Song
- Ashley Tisdale

### Show 7
- Mitchel Musso
- Emily Osment

### Show 8
- Billy Ray Cyrus
- Jason Dolley
- Phill Lewis